# George Cholmondeley (1. markiz Cholmondeley)
George Cholmondeley, 1. markiz Cholmondeley (ur. 11 maja 1749 w Hardingstone, zm. 10 kwietnia 1827 w Londynie) – brytyjski polityk i dyplomata.
Jego ojcem był George Cholmondeley, wicehrabia Malpas.
W latach 1770–1815 nosił tytuł hrabiego (Earl of) Cholmondeley. W latach 1782–1785 był brytyjskim ambasadorem w Berlinie. W 1822 odznaczony Orderem Podwiązki